# Salto del Tequendamita
El Salto del Tequendamita est une petite chute d'eau naturelle de Colombie située dans la municipalité d'El Retiro, dans le département d'Antioquia,. Sa hauteur est de 20 mètres.
Elle est considérée comme patrimoine touristique d'Antioquia et doit son nom au Salto del Tequendama, une chute d'eau située dans le département de Cundinamarca.